# Rândunică nordică cu creastă
Rândunică nordică cu creastă (Stelgidopteryx serripennis) este o specie de pasăre din familia Hirundinidae. Este foarte asemănătoare cu rândunica sudică cu creastă, Stelgidopteryx ruficollis.

## Taxonomie și etimologie
Numele genului, Stelgidopteryx, vine din greaca veche și înseamnă „aripă răzuitoare”, iar numele speciei, serripennis , este derivat din latină și înseamnă „pană ferăstrău”.

## Descriere

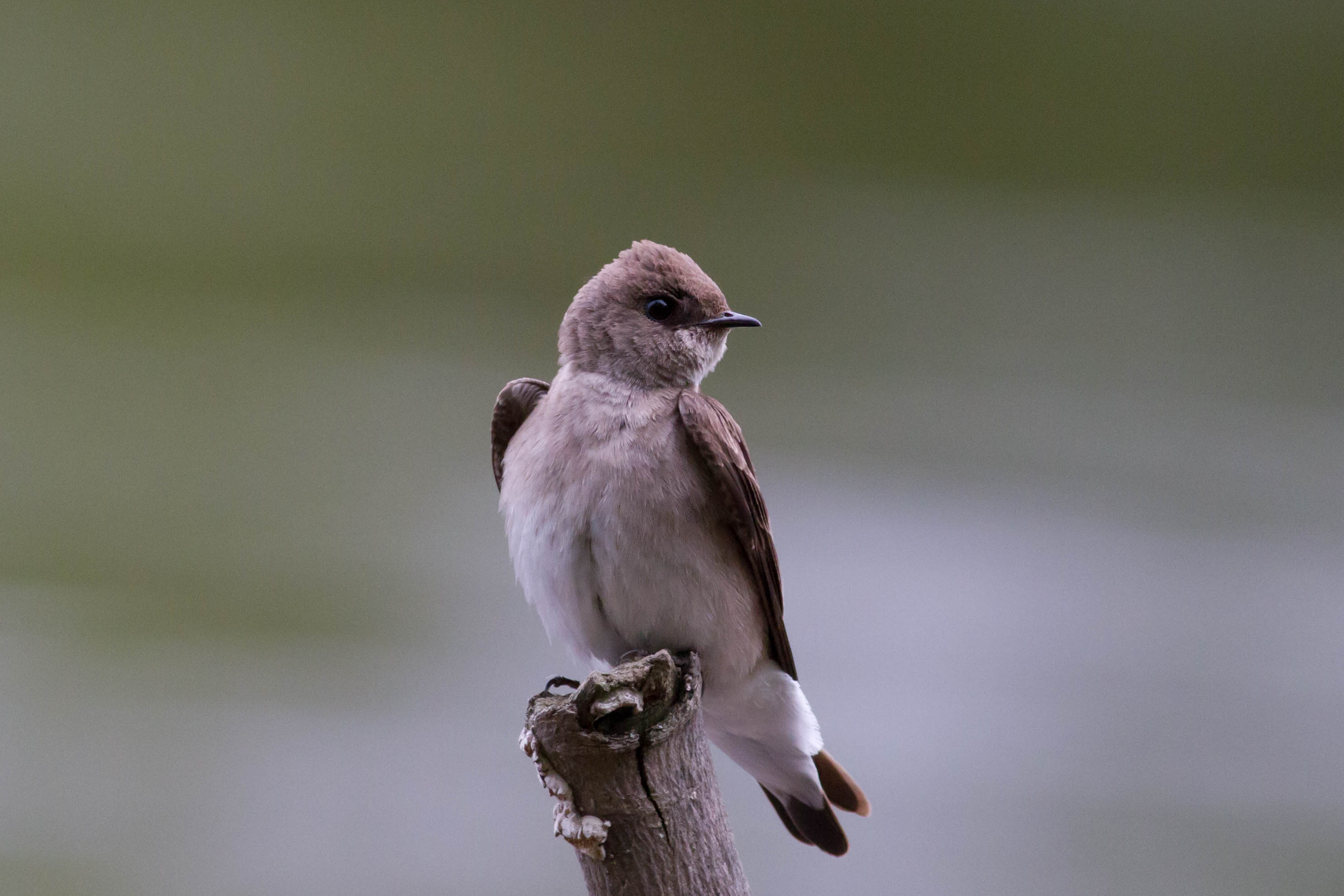
Rândunică nordică cu creastă

Adulții au o lungime de 13–15 cm, maro deasupra, cu părțile inferioare albe, un cioc mic și o coadă bifurcată. Gâtul lor este alb cu o culoare gri-maronie, iar sub gât sunt părțile inferioare albe. Adulții au o anvergură a aripilor de 27–30 cm și o greutate de 10–18 g. Barbele de la femele sunt mai scurte și mai drepte decât cele ale masculilor. Juvenilii se pot distinge de adulți prin aripile lor maro-roșcat.

Au aspect asemănător cu lăstunul de mal, dar au gâtul și pieptul de o culoare mai închisă. Ele sunt strâns înrudite și foarte asemănătoare cu rândunica sudică cu creastă, Stelgidopteryx ruficollis, dar acea specie are o târtiță mai contrastantă.

## Ditribuție
Rândunica nordică cu creastă este originară din Bahamas, Belize, Canada, Insulele Cayman, Costa Rica, Cuba, El Salvador, Guatemala, Haiti, Honduras, Jamaica, Mexic, Nicaragua, Panama, Puerto Rico, Saint Pierre și Miquelon și Statele Unite ale Americii.
Sunt rătăcitori în Aruba, Barbados, Bonaire, Curaçao, Republica Dominicană și Guadeloupe. S-a descoperit că populațiile din SUA și Canada iernează în cea mai sudică zonă din SUA și încă și mai la sud. Deși acest lucru este adevărat, populațiile din Mexic și mai la sud par să nu fie migratoare, deși au loc mișcări locale după reproducere. S-a descoperit că această rândunică ajunge la o înălțime de până la 2.500 m în Costa Rica.